# Limacella
Limacella é um gênero de fungos basidiomicetos da família Amanitaceae, compreendendo aproximadamente 20 espécies. Em outras classificações, é categorizada na família Pluteaceae.